# ويليام مارتن (مغني)
ويليام مارتن (بالإنجليزية: William Martin)‏ هو مغني ومغني أوبرا أمريكي، (ولد في ماساتشوستس في الولايات المتحدة 1898 – 1960 م).